# Alexander Prokopenko
Alexander Prokopenko (ukrainisch Олександр Прокопенко; * 5. Januar 2002 in Bad Hersfeld) ist ein deutsch-ukrainischer Fußballspieler.

## Karriere
Nach seinen Anfängen in der Jugend des Eintracht Frankfurt und des JFV Viktoria Fulda wechselte er im Sommer 2017 in die Jugendabteilung des FC Carl Zeiss Jena. Für seinen Verein bestritt er insgesamt neun Spiele für die zweite Mannschaft in der Oberliga Nordost und 30 Spiele für die erste Mannschaft in der Regionalliga Nordost, bei denen ihm insgesamt vier Tore gelangen. Mit seiner Mannschaft wurde er in den Jahren 2020, 2021 und 2022 Thüringenpokalsieger.
Im Sommer 2022 wechselte er zum Drittligisten SC Freiburg II und kam dort auch zu seinem ersten Einsatz im Profibereich, als er am 24. Juli 2022, dem 1. Spieltag, beim 1:1-Heimunentschieden gegen den FC Erzgebirge Aue in der 72. Spielminute für Daniels Ontužāns eingewechselt wurde.
Anfang Juli 2023 wechselte er zurück in die Regionalliga Nordost und er schloss sich Energie Cottbus an. Nach einem halben Jahr verließ er den Verein Anfang Februar 2024 wieder und kehrte zum Ligakonkurrenten Carl Zeiss Jena zurück.

## Erfolge
- Thüringenpokalsieger: 2020, 2021, 2022